# Valeur mobilière
Pour les articles homonymes, voir Valeur.
Une valeur mobilière est une catégorie d'instruments financiers (titres financiers ou contrats financiers), qui peut être soit un titre de propriété (action), soit un titre de créance (obligation), et qui confère des droits standardisés (droit au même coupon ou dividende, etc., pour une émission donnée ayant le même montant nominal).

## Histoire
Les valeurs mobilières existaient dès le Moyen Âge et leur usage s'est renforcé au XVIIe siècle, comme en témoigne l'histoire des bourses de valeurs, qui a cependant surtout marqué une accélération à partir du premier tiers du XIXe siècle.

## Enjeux des valeurs mobilières

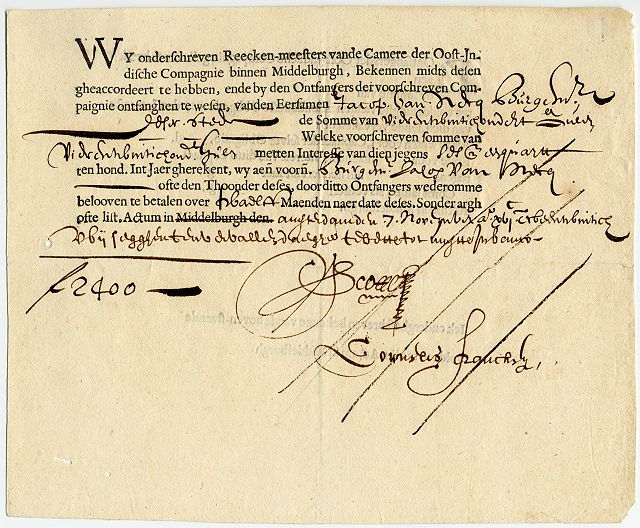
Une « obligation » de la Compagnie néerlandaise des Indes orientales, émise en 1623

Les valeurs mobilières de placement sont négociables et fongibles, ce qui les rend aptes à être cotées sur les bourses (dites de valeurs mobilières), même si toutes ne le sont pas, une procédure d'admission appelée « introduction en bourse » étant nécessaire en ce cas.
Les valeurs mobilières de placement constituent une partie de la trésorerie. Elles peuvent être des placements financiers qui permettent l'utilisation de l'excédent de trésorerie d'un établissement à court terme et s'opposent en cela aux titres de participation qui sont eux généralement des investissements destinés à s'assurer d'une prise partielle ou totale de contrôle d'autres entreprises dans le cadre d'un projet industriel.
Dans la pratique, alors que les titres de participation sont généralement des actions, les titres de placement sont plutôt constitués de valeurs monétaires ou obligataires, souvent sous forme d'OPCVM.

## Comptabilité des valeurs mobilières

### Selon le plan comptable français
Selon le plan comptable général français, les valeurs mobilières de placement sont des titres acquis en vue de réaliser un gain à brève échéance.
Les titres représentent moins de 10 % du capital des entreprises sauf à devenir des titres de participation (immobilisations financières).
Les valeurs mobilières de placement sont comptabilisées au coût d'acquisition déprécié si besoin.

### Selon les normes IFRS (internationales, IAS 32 et 39)
Selon les normes internationales, les valeurs mobilières de placement sont des actifs financiers de transaction.
Leur but est de réaliser un profit à court terme.
Les valeurs mobilières de placement peuvent être comptabilisées à la juste valeur (valeur de marché).

## Droit par pays
Concernant les titres cotés en Bourse, la plupart des pays ont adopté leur dématérialisation, autrement dit le remplacement des titres physiques par des écritures dans des comptes titres gérés électroniquement

### Droit des valeurs mobilières en France
La dématérialisation des valeurs mobilières en France découle de l'article 94-II de la loi de finances pour 1982, du décret 83-359 du 2 mai 1983 et d'une circulaire d'application du 8 août 1983. Elle a été effective le 3 novembre 1984. Elle a consisté à remplacer les titres physiques par des inscriptions en compte chez les intermédiaires au nom des titulaires.Les titres physiques devaient alors être restitués aux émetteurs. Ils sont néanmoins restés de bonne livraison sous leur forme vive jusqu'au 3 mai 1988. Les titres non présentés à la dématérialisation à cette date ont été vendus et le produit de leur vente est tenu à la disposition des propriétaires pendant 30 ans. Cette dématérialisation des titres facilite tant la gestion informatisée des dépôts de titres que les opérations d'échange sur les bourses, la plupart de celles-ci pratiquant désormais la cotation électronique.

### Droit des valeurs mobilières au Québec et au Canada
En droit québécois, la Loi sur les valeurs mobilières est la principale loi qui régit les valeurs mobilières. Elle est complétée par d'autres lois et règlements, tels que la Loi sur l'Autorité des marchés financiers, le Règlement sur les valeurs mobilières, la Loi sur l'information concernant la rémunération des dirigeants de certaines personnes morales. L'Autorité des marchés financiers est l'organisme québécois chargé de la réglementation en valeurs mobilières. Il existe aussi d'autres autorités canadiennes en valeurs mobilières.